# Limnaecia xanthopelta
Limnaecia xanthopelta là một loài bướm đêm thuộc họ Cosmopterigidae. Loài này có ở Úc.